# Wiktor Mhłyneć
Wiktor Iwanowycz Mhłyneć, ukr. Віктор Іванович Мглинець, ros. Виктор Иванович Мглинец, Wiktor Iwanowicz Mgliniec (ur. 3 stycznia 1963 w Czerniowcach) – ukraiński piłkarz, występujący na pozycji pomocnika, a wcześniej napastnika, trener piłkarski.

## Kariera piłkarska

### Kariera klubowa
W 1983 rozpoczął karierę piłkarską w Bukowynie Czerniowce. Występował również w Podilla Chmielnicki oraz Metałurhu Zaporoże, ale zawsze wracał do macierzystego klubu. Był kapitanem drużyny. W 1992 wyjechał do Izraela, gdzie został piłkarzem klubu Hakoah Ramat Gan. W 1994 powrócił do Bukowyny. W latach 1996–1998 bronił barw Czornomorca Odessa. Oprócz tego grał w amatorskich zespołach Mytnyk Waduł-Siret i Merkurij-CzTEI Czerniowce. W 2004 zakończył karierę piłkarską w Bukowynie.

## Kariera trenerska
Jeszcze będąc piłkarzem, od stycznia 2000 łączył funkcje trenerskie. W lipcu 2008 objął stanowisko głównego trenera Bukowyny, z którą pracował do czerwca 2009. Następnie trenował kluby futsalu Merkurij Czerniowce i Sportlider+ Chmielnicki. W czerwcu 2015 ponownie został mianowany na stanowisko głównego trenera Bukowyny, z którą pracował do 29 maja 2016. 25 sierpnia 2017 znów stał na czele Bukowyny. 4 grudnia 2018 podał się do dymisji.

## Sukcesy i odznaczenia

### Sukcesy klubowe
- mistrz Drugiej Ligi ZSRR: 1988, 1990
- wicemistrz Drugiej Ligi ZSRR: 1989